# Free Press
Free Press — отделение издательского дома Simon & Schuster. Существовало с 1947 по 2012 г. Специализировалось на издательстве нехудожественной литературы. Среди опубликованный книг такие мировые бестселлеры, как «Семь навыков высокоэффективных людей» Стивена Кови, «Белый тигр» Аравинда Адиги и «Конец истории и последний человек» Фрэнсиса Фукуямы.